# Eurycephaloplectrus natadae
Eurycephaloplectrus natadae är en stekelart som först beskrevs av Chandy Kurian 1954.  Eurycephaloplectrus natadae ingår i släktet Eurycephaloplectrus och familjen finglanssteklar. Inga underarter finns listade i Catalogue of Life.